# Émile Waldteufel
Charles Émile Lévy, ismertebb nevén Émile Waldteufel (Strasbourg, 1837. december 9. – Párizs, 1915. február 12.) francia zeneszerző és karmester. Leginkább könnyűzenét és számos zongoradarabot írt, köztük sok polkát és keringőt.

## Élete
Elzászban született egy zsidó zenészcsaládban. A család eredeti vezetékneve Lévy volt. Apjának, Louisnak volt egy zenekara és a testvére, Léon, egy nagyon népszerű zenész volt. Amikor Léon elkezdte a Párizsi Konzervatóriumot hegedű tanszakon, az egész család oda költözött. Émile Párizsban élte le élete többi részét.
1853–1857-ig a Párizsi Konzervatóriumban tanult zongora tanszakon Jules Massenet-vel és Georges Bizet-vel. Ez idő alatt apja zenekara a leghíresebb zenekarok között volt, és a fontosabb fellépéseken Émile-t is gyakran felkérték, hogy játsszon. 28 éves korában az Eugénia francia császárné udvarának zongoraművésze lett. A porosz–francia háború elvesztése után megbukott a Második Francia Császárság, a zenekar az Elysée-palota elnöki termeiben lépett fel. Akkor még csak a francia elit néhány tagja ismerte Émile-t, és már negyvenéves elmúlt, mielőtt ismertté vált volna.
1874 októberében Waldteufel szerepelt egy olyan koncerten, amin részt vett a walesi herceg, az Egyesült Királyság jövőbeni uralkodója, VII. Eduárd brit király. A herceget magával ragadta "Manolo" keringője, és ez elég volt ahhoz, hogy Waldteufel zenéje elterjedjen Nagy-Britanniában is. Ezek után megírta legismertebb műveit, ezek közül sokat még ma is hallhatunk szerte a világon. A legnagyobb hírnevet a "Les Patineurs" (A Korcsolyázók) című keringője után szerezte, amit 1882-ben komponált.

## Halála
Émile Waldteufel 77 évesen halt meg Párizsban. Felesége, az énekes Célestine Dufau az előtte lévő évben halt meg. Két fiuk és egy lányuk volt.

## Waldteufel darabjai
- Kamiesch-induló, Op. 5
- Myosotis-keringő (Vergissmeinnicht), Op. 101
- Jean qui pleure et Jean qui rit (Jean, aki sír, és Jean, aki nevet) polka-burleszk, Op. 106
- Bella, polka-mazurka, Op. 113 (1867)
- Az erdőben, polka-mazurka, Op. 119
- A távoliak, keringő, Op. 121
- Mellow-keringő, Op. 123 (1866)
- Caroline, polka, Op. 124
- A mezőn, polka-mazurka Op. 125 (1868)
- Madeleine, keringő, Op. 126
- Desirée, polka-mazurka, Op. 132
- Thérése (Antoinette) keringő, Op. 133
- Joujou-polka, Op. 135
- Manolo-keringő, Op. 140 (1874)
- Rose és Marguerites, keringő, Op. 141
- Tout a vous, keringő, Op. 142 (1875)
- Bien aimés keringő, Op. 143 (1875)
- Entre nous keringő, Op. 144 (1876)
- Flots de joie (Örömhullámok) keringő, Op. 145 (1876)